# David Taylor (cestista)
David Anthony Taylor (Bayreuth, 9 gennaio 1995) è un ex cestista tedesco.
È il figlio dell'ex cestista e allenatore di pallacanestro Derrick Taylor.